# Miłan Kopriwarow
Milan Kopriwarow (ur. 20 lipca 1983 roku), bułgarski piłkarz, grający na pozycji ofensywnego pomocnika. Jest wychowankiem Lewskiego Sofia, w którego zespole seniorów zadebiutował dopiero w rozgrywkach 2004-2005. Dwa poprzednie sezony spędził na wypożyczeniu w Rodopie Smoljan.
W zespole prowadzonym przez Stanimira Stoiłowa był najczęściej zmiennikiem Cédrica Bardona albo Christo Jowowa. W barwach Lewskiego Kopriwarow dwukrotnie zdobył tytuł mistrza oraz tyle samo razy Puchar kraju, a także dotarł do ćwierćfinału Pucharu UEFA i grał w Lidze Mistrzów.
Po rundzie jesiennej 2007-2008 zdecydował się na transfer do Slawii Sofia, gdzie miał większą szansę na wywalczenie miejsca w podstawowej jedenastce.
W reprezentacji Bułgarii zadebiutował w 2005 roku.

## Sukcesy piłkarskie
- mistrzostwo Bułgarii 2006 i 2007, Puchar Bułgarii 2005 i 2007 oraz ćwierćfinał Pucharu UEFA 2006 i start w Lidze Mistrzów 2006/2007 z Lewskim Sofia.